# Пановка (Волгоградская область)
Пановка — село в Камышинском районе Волгоградской области, входит в состав Усть-Грязнухинского сельского поселения.
Основано в 1767 году как немецкая колония Гильдман
Население - 234 (2010)
Село находится на правом берегу реки Волги, на границе с Саратовской областью, на левом берегу р. Иловля, в 110 км к юго-западу от Саратова, в 15 км севернее села Усть-Грязнуха.

## Название
Немецкое название - Гильдман. По указу от 26 февраля 1768 года о наименованиях немецких колоний получила официальное название Пановка.

## История
Основано 14 мая 1767 года. Основатели - 45 семей, выходцы из Майнца и Фульды. До 1917 года - немецкая колония (католическое село) сначала Каменского колонистского округа, а после 1871 года Каменской волости; с 1895 года - Семёновской, а после её объединения с Иловлинской, Умётской волости Камышинского уезда Саратовской губернии.
Село относилось сначала к католическому приходу Каменка, затем - Семёновка; в конечном итоге был образован самостоятельный приход Гильдман. Деревянная церковь во имя Св. Венделина была построена в 1857 году. С 1768 ода действовала церковно-приходская школа.
В середине XIX века особенно остро стала чувствоваться нехватка земли. В 1860 и 1868 годах году 8 человек выбыло в Самарскую губернию. Распространение в 1874 году всеобщей воинской повинности на колонистов активизировано эмиграционные настроения. В 1876 году 27 человек выехало в Америку. В 1879 году 12 человек выбыло в Сибирь.
В советский период - немецкое село сначала Верхне-Иловлинского района Голо-Карамышского уезда Трудовой коммуны (Области) немцев Поволжья, затем с 1922 года - Каменского, а с 1935 года - Добринского кантона Республики немцев Поволжья; административный центр Гильдманского сельского совета (в 1926 г. в сельсовет входили: село Гильдман, хутор С.-х. машин. т-ва).
В голод 1921 года родилось 88 человек, умерло – 325. В 1926 году действуют сельсовет, кооперативная лавка, начальная школа.
В 1927 году постановлением ВЦИК "Об изменениях в административном делении Автономной С.С.Р. Немцев Поволжья и о присвоении немецким селениям прежних наименований, существовавших до 1914 года" селу Немецкая Щербаковка Каменского кантона возвращено название Мюльберг.
В сентябре 1941 года немецкое население села было депортировано на восток.

## География
Луга при селении по обеим сторонам реки Иловли, выгон с двух сторон селения, лес разбросан по всему участку по горам и оврагам. До половины всего надела занято хрящеватой, с белым камнем, почвой, другая половина - чернозёмной, суглинистой и солонцеватой, подпочва - глина и песок. Поперек участка течет река Иловля. Поверхность его покрыта возвышенностями и изрезана 9 значительными оврагами, под которыми всего до 1000 десятин.

## Экономика
Основные отрасли экономики — это сельское хозяйство.

## Улицы
Кузнечная, Овражная, Почтовая, Привокзальная, Центральная.

## Население
| 2002 |
| ---- |
| 266  |

| 1767  | 1773  | 1788  | 1798  | 1816  | 1834  | 1850  |
| ----- | ----- | ----- | ----- | ----- | ----- | ----- |
| 134   | ↗164  | ↗294  | ↘278  | ↗348  | ↗564  | ↗829  |
| 1859  | 1886  | 1891  | 1897  | 1905  | 1911  | 1920  |
| ↗926  | ↗1469 | ↗1849 | ↗1972 | ↘1884 | ↗2409 | ↘2290 |
| 1922  | 1926  | 1931  | 2010  |       |       |       |
| ↘1400 | ↗1493 | ↗1929 | ↘234  |       |       |       |

Национальный состав
1972/1649 нем. (1897), 2290/2290 нем. (1920), 1493/1493 нем. (1926), 1929/1929 нем. (1931).